# Литовченко, Игорь Владимирович
И́горь Влади́мирович Лито́вченко (укр. Ігор Володимирович Литовченко; род. 10 мая 1966, Донецк) — украинский предприниматель, основатель и бессменный руководитель «Киевстар» с 1994 по 2014 год. Занимал должности главы правления, президента компании, и главы украинской бизнес-единицы VimpelCom Ltd.

## Образование
Закончил исторический факультет Киевского национального университета имени Тараса Шевченко (1990) и Одесскую национальную академию связи имени А. С. Попова (2002) по специальности «экономика». 
Кандидат экономических наук, диссертация «Обоснование состава рисков и их уровня при оценке угроз деятельности предприятий» (2004).
С 2001 академик Международной академии связи и член-корреспондент Международной академии информатизации. Член Совета предпринимателей при Кабинете Министров Украины.

## Биография
Родился 10 мая 1966 года в Донецке, но через несколько лет семья переехала в Киев. Мать Игоря Литовченко — медик, именно по её стопам планировал идти сын, однако в старших классах школы изменил решение, поставив перед собой более амбициозные цели. В 1983 году Игорь Литовченко поступает в Киевский государственный университет имени Тараса Шевченко на исторический факультет. После окончания первого курса университета Игорь Литовченко 2 года отслужил в Пограничных войсках КГБ СССР. Во время службы был отмечен командованием и рекомендован для вступления в партию. Однако 1985 год кардинально изменил планы и ожидания многих людей. С началом Перестройки в СССР открылись новые возможности. Вовремя их оценив, Игорь Литовченко совместно с друзьями открывает небольшой торговый бизнес, специализирующийся на оргтехнике. Закончив в 1990 году университет, и до 1994 года Игорь Литовченко был сначала заместителем директора производственного объединения «Вита», а потом руководителем компании «Лотос». В 1994 году он основывает компанию «Киевстар». Начинается строительство сети, закладывается организационная структура и философия будущей компании. Первый звонок в сети «Киевстар» совершен 9-го декабря 1997 года. С этого момента начинается история успеха одной из лучших компаний Украины — «Киевстар». Игорь Литовченко является её бессменным руководителем с момента основания.
Отец двоих детей — воспитывает дочь и сына, следуя своему главному убеждению, что в жизни любого человека важен баланс — гармоничное сочетание профессиональной карьеры, семейной жизни, общения с друзьями и духовного развития.

## Трудовая деятельность
Опыт работы на руководящих должностях — 19 лет.
С 1994 по 2014 год — президент компании «Киевстар».
С 2010 года — глава бизнес-единицы «Украина» компании «VimpelCom Ltd.», куда входит «Киевстар».
К 15-летию «Киевстар» Литовченко написал первый на Украине бизнес-роман «Зажигая звезду. История „Киевстар“ от первого лица». Книга рассказывает об истории создания и становления крупнейшего телекоммуникационного оператора в контексте истории развития страны и бизнеса.
13 июня стало известно, что Литовченко покидает пост директора компании. На этой должности его сменит экс-гендиректор Carlsberg Ukraine Петр Чернышов.
25 июня 2014 года Литовченко оставил пост президента компании «Киевстар». На смену ему заступил Петр Чернышов.

## Управление компанией «Киевстар»
Главное достижение Игоря Литовченко — это создание с «нуля» компании «Киевстар» — лидера телекоммуникационной отрасли Украины. Несмотря на становление экономики страны, кризисы 90-х и 2000-х годов, компания под руководством Литовченко регулярно показывает лучший результат в отрасли. Даже кризисный 2008 год «Киевстар» окончила с существенной прибылью, благодаря принципиальным антикризисным решениям, принятым управленческой командой под руководством Игоря Литовченко: своевременному определению приоритетов развития бизнеса и переходу на более гибкое ежеквартальное планирование. Это позволило компании эффективнее управлять внутренними процессами и удержать рынок.
В течение многих лет Игоря Литовченко признают лучшим украинским топ-менеджером отрасли связи согласно рейтингам ключевых украинских деловых изданий, таких как «Комп&ньон», «ТОП-100», «ГVардия», а компания «Киевстар» регулярно возглавляет рейтинги самых лучших и самых эффективных компаний Украины. Именно под руководством Игоря Литовченко компания достигла лидирующих позиций как ведущий оператор отечественного рынка мобильной связи и интернет-провайдер.

## Награды
- Орден «За заслуги» III степени (2000)[2], II степени (2004)[3], I степени (2006)[4].
- Почетная награда Европейского центра рыночных исследований (EMRC) (2003) за выдающиеся рыночные достижения и инновационную политику «Киевстар».
- Золотая медаль Ассоциации содействия промышленности SPI (Франция) (2003).
- Почётная грамота Кабинета Министров Украины за значительный личный вклад в реформирование национальной экономики, развитие предпринимательства и рыночной инфраструктуры Украины, а также за высокие достижения в профессиональной деятельности (2003).
- Нагрудный знак «Почетный связист Украины» (2005).
- Звание Лучший ТОП-менеджер Украины. Дата обращения: 26 мая 2010. Архивировано 5 декабря 2012 года. 2009 года.
- По версии издательства «Комп&ньйон» Игорь Литовченко признан наиболее авторитетным топ-менеджером Украины (2010).
- Победил в номинациях «Лучший менеджер — лидер команды» и «Лучший менеджер — управление персоналом», а также вошёл в пятерку лучших топ-менеджеров общего рейтинга «ТОП-100. Лучшие топ-менеджеры Украины» издательства «Экономика» (2011).